# Дэр (округ)
Дэр (англ. Dare County) — округ, расположен в США, на востоке штата Северная Каролина. В 2000 году население округа было 29 967. Окружным центром является город Мантео. Основная часть Внешних отмелей, включая полуостров Боди и остров Хаттерас, относятся к округу Дэр.

## География
По данным Бюро переписи США, общая площадь округа составляет 4044 км², из которых 993 км² — суша, 3051 км² (75,44 %) — водная поверхность. В округ входит северная часть Внешних отмелей и континентальная часть, расположенная между рекой Аллигейтор и заливом Памлико.

### Районы
Округ разделён на 6 районов.

### Соседние округа
- Карритак — север
- Хайд — юго-запад
- Тиррелл — запад

## Демография
По переписи 2000 года население округа было 29 967 человек. Расовый состав : 94,75 % белых, 2,66 % чёрных, 0,28 % коренных американцев, 0,37 % азиатов.

## Города

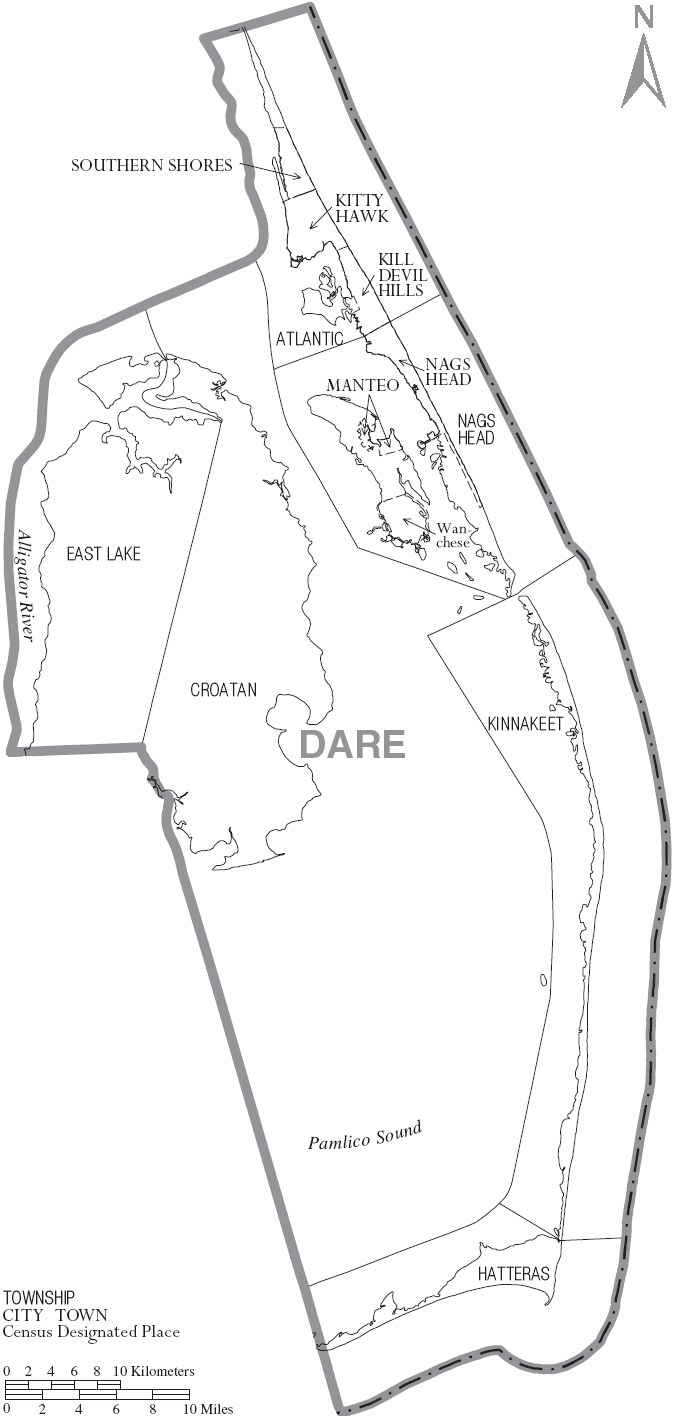
Карта округа Дэр (Северная Каролина) с указанием городских муниципалитетов и районов.

- Дак
- Килл-Девил-Хилс
- Китти-Хок
- Мантео
- Нагс-Хед
- Саутерн-Шорс

## Прочие населённые пункты
- Эвон
- Бакстон
- Коллингтон
- Ист-Лейк
- Фриско
- Хаттерас
- Манс-Харбор
- Роанок
- Родант
- Салво
- Стампи-Пойнт
- Ванчес
- Уэйвс

## Маяки
В округе Дэр расположены два знаметитых океанских маяка: маяк мыса Хаттерас и маяк острова Боди. Кроме этого, в Национальном мемориале братьев Райт маяк поставлен на вершине обелиска. В 2004 году был построен маяк в Мантео.